# Guilherme Brito (voleibolista)
 Guilherme Brito Santos  (Rio de Janeiro, 18 de abril de 1981) é um voleibolista indoor brasileiro, atuante na posição de  Levantador, que serviu a Seleção Brasileira nas categorias de base nos anos de 1999 a 2000; também atuou pela Seleção Brasileira de Novos na conquista do ouro nos Jogos Militares de 2011 realizados no Brasil.Em clubes foi medalhista de prata no Campeonato Sul-Americano de Clubes de 2002  e bronze na edição de 2013 e também possui a medalha de prata da Liga Europeia MEVZA  de Clubes de 2009-10.

## Carreira
Guilherme representou a Seleção Carioca na conquista do título do Campeonato Brasileiro de Seleções de 1998, categoria infanto-juvenil, sediado em Fortaleza-CE e neste mesmo ano foi vice-campeão dos Jogos Abertos Brasileiros.No ano seguinte voltou a representar a Seleção Carioca, desta vez na categoria juvenil, conquistando o vice-campeonato na edição do Campeonato Brasileiro de Seleções sediado em Curitiba-PR, neste mesmo ano serviu a Seleção Brasileira, categoria infanto-juvenil e em 2000 atuou pela seleção juvenil.
Em 2000 voltou a disputar o Campeonato Brasileiro de Seleções, categoria juvenil, desta vez representou a Seleção Catarinense na conquista do vice-campeonato, este sediado em Uberlândia-MG época que era atleta da Unisul na jornada esportiva 2000-01, conquistando o título do Campeonato Catarinense de 2000 e ouro nos Jogos Regionais de Santa Catarina.
Transferiu-se no período esportivo 2001-02 para o Bento Gonçalves,quando obteve a prata do Campeonato Gaúcho de 2001 e vice-campeão da Copa Brasil no mesmo ano.Disputou e conquistou o título do Campeonato Carioca de 2002 por PM Petrópolis e por este disputou o Campeonato Sul-Americano de Clubes de 2002, conquistando a medalha de prata    Pela primeira vez deixa o voleibol brasileiro para atuar no continente europeu, oportunidade que defendeu na jornada 2002-03 o Club Sport Marítimo.
Retornou ao Brasil na jornada 2003-04 e novamente defendeu o Bento/Union Pack, sendo em 2003 vice-campeão da Copa Sul, novamente vice-campeão gaucho e bronze no Grand Prix de Clubes, além do sexto lugar na Superliga Brasileira A correspondente a jornada.Na jornada seguinte competiu pelo Wizard/Suzano, clube pelo qual conquistou em 2004 o ouro nos Jogos Abertos do Interior , na cidade de Barretos; além da prata no Campeonato Paulista no mesmo ano, e a quarta posição na Superliga Brasileira A 2004-05.
Atuou na temporada 2005-06 no voleibol suíço, competindo pelo Seat/Näfels e nesta jornada obteve o bronze na Liga A Suíça.Retornando ao voleibol brasileiro, assinou contrato com o Sada/Betim para atuar nas disputas do período 2006-07, conquistando a prata no Campeonato Mineiro em 2006, mesmo ano conquistou o título da Taça Vitória  e  foi bronze na Liga Nacional, e disputando a correspondente Superliga Brasileira A obteve o sexto lugar.Em 2007 atuou pelo Flamengo na edição da Copa Rio no mesmo ano.
Foi atleta novamente do o Bento Vôlei na jornada 2007-08 conquistando o título da Liga Nacional de 2007 e disputou a Superliga Brasileira A 2007-08 encerrando na décima posição
Transferiu-se para o voleibol belga no período esportivo 2008-09, para defender o Knack Roeselare, época que foi vice-campeão da  Bundesliga A   e o defendeu nas oitavas de final da Liga dos Campeões da Europa.Continuou no continente europeu na jornada seguinte e defendeu o clube austríaco do Hotvolleys Vienna na conquista da prata na Bundesliga A Austríaca 2009-10, eleito  o Melhor Levantador da edição, também representou o clube na conquista da prata na Liga Europeia da MEVZA (Middle European Volleyball Zonal Association) temporada 2009-10, foi o segundo Melhor Levantador
De volta ao Brasil foi contratado pelo Londrina/Sercomtel e disputou a Superliga Brasileira A 2010-11 encerrando na nona posição.
Em 2011 foi convocado para Seleção Brasileira de Novos para disputar a edição deste ano dos Jogos Mundiais Militares sediados no Rio de Janeiro-Brasil. Nas competições de 2011-12 passou a defender o  RJX quando conquistou de forma invicta o título do Campeonato Carioca de 2011 e disputou a Superliga Brasileira A correspondente, sendo semifinalista e alcançando a quarta posição.
Renovou por mais uma temporada com o RJX conquistando o bicampeonato carioca em 2012 e disputou por este mesmo clube a Superliga Brasileira A 2012-13 conquistando seu primeiro título nesta competição. Também disputou o Campeonato Sul-Americano de Clubes de 2013, sediado em Belo Horizonte-Brasil conquistando a medalha de bronze.
Em 2013 ficou cerca de quatro meses em recuperação de lesão, pois  rompeu o ligamento cruzado posterior do joelho esquerdo retornando e sendo inscrito na Superliga Brasileira A 2013-14 após problemas com o principal patrocinador encerraram na quinta poisção.

## Títulos e Resultados
- 2013-14- 5º Lugar da Superliga Brasileira A[26]
- 2012-13- Campeão da Superliga Brasileira A[21]
- 2012– Campeão do Campeonato Carioca[19]
- 2011-12- 4º Lugar da Superliga Brasileira A[17]
- 2011– Campeão do Campeonato Carioca[16]
- 2010-11- 9º Lugar da Superliga Brasileira A[14]
- 2009-10–Vice-campeão da Bundesliga A[8]
- 2008-09-1/8 da Liga dos Campeões da Europa[8]
- 2008-09–Vice-campeão da Liga A Belga[8]
- 2007-08- 10º Lugar da Superliga Brasileira A[11]
- 2007– Campeão da Liga Nacional[8]
- 2006-07– 6º Lugar da Superliga Brasileira A[1]
- 2006– 3º Lugar da Liga Nacional[1]
- 2006– Campeão da Taça Vitória[1]
- 2006– Vice-campeão do Campeonato Mineiro[1]
- 2005-06– 3º Lugar da Liga A Suíça[1]
- 2004-05– 4º Lugar da Superliga Brasileira A[1]
- 2004– Campeão do  Jogos Abertos do Interior de Barretos[1]
- 2004– Vice-campeão do Campeonato Paulista[1]
- 2003-04– 6º Lugar da Superliga Brasileira A[1]
- 2003– 3º lugar do Grand Prix de Clubes[1]
- 2003– Vice-campeão do Campeonato Gaúcho[1]
- 2003-Vice-campeão do Copa Sul de Clubes[8]
- 2002-Campeão do Campeonato Carioca[8]
- 2001– Vice-campeão do Copa Brasil[1]
- 2001– Vice-campeão do Campeonato Gaúcho[1]
- 2000– Campeão do Jasc[1]
- 2000– Campeão do Campeonato Catarinense[1]
- 1999-Vice-campeão do Campeonato Brasileiro de Seleções Juvenil[1]
- 1998-Vice-campeão dos Jabs[1]
- 1998-Campeão do Campeonato Brasileiro de Seleções Infanto-Juvenil[1]

## Premiações Individuais
- 2º Melhor Levantador da Liga Europeia MEVZA de Clubes  de 2009-10[8]
- Melhor Levantador da Bundesliga A de 2009-10[8]